# Émetteur des Riceys
L'émetteur de Troyes-Les Riceys est un site de diffusion situé sur la commune des Riceys, dans le sud du département de l'Aube, dont il est le principal émetteur de télévision et de radio. Il permet la couverture de la télévision, radio publique et téléphonie mobile sur le département ainsi que sur une partie de la Côte-d’Or, de la Haute-Marne et de la Marne. Il se compose d'une tour haute de 225 mètres et appartient à l'opérateur TDF.
TDF communique entre les Riceys et ses autres sites de diffusion par faisceau hertzien.

## Télévision

### Diffusion analogique
Dans la région Champagne-Ardenne, la télévision en analogique s'est arrêtée le 27 septembre 2010.
| Chaîne                                        | Canal | Puissance (PAR) |
| --------------------------------------------- | ----- | --------------- |
| TF1                                           | 27H   | 640 kW          |
| France 2                                      | 24H   | 640 kW          |
| France 3 Champagne-Ardenne                    | 21H   | 640 kW          |
| Canal+                                        | 7H    | 100 kW          |
| France 5 (de 3 h à 19 h) Arte (de 19 h à 3 h) | 29H   | 250 kW          |
| M6                                            | 50H   | 250 kW          |
| France 3 Bourgogne                            | 38H   | 80 kW           |

### Diffusion numérique[2]
Le 5 avril 2016, toute la TNT passe à la norme MPEG-4 et la quasi-totalité des chaînes adopte un format HD (Paris Première et LCI restent en SD). Les multiplex R5 et R8 disparaissent ainsi que les doublons SD/HD de TF1, France 2, M6 et Arte. LCI passe en gratuit et France Info arrive le 1er septembre 2016.
Le 11 juin 2024, le nouveau multiplex R9 diffusant des chaînes sous la norme HEVC est activé.
| Multiplex | LCN               | Chaînes                                                                     | Canal | Puissance (PAR) | Diffuseur |
| --------- | ----------------- | --------------------------------------------------------------------------- | ----- | --------------- | --------- |
| R1        | 2 3 4 16 33       | France 2 France 3 Champagne-Ardenne France 4 France Info France 3 Bourgogne | 41H   | 100 kW          | TDF       |
| R15       | 32                | Canal 32                                                                    | 27H   | 2 kW            | TDF       |
| R2        | 12 13 14 17 18 19 | C8 BFM TV CNews CStar T18 Novo 19                                           | 21H   | 100 kW          | TowerCast |
| R4        | 5 6 7 9 22 26     | France 5 M6 Arte W9 6ter Paris Première                                     | 24H   | 100 kW          | TowerCast |
| R6        | 1 8 10 11 15      | TF1 LCP TMC TFX LCI                                                         | 25H   | 100 kW          | TowerCast |
| R7        | 20 21 23 24 25    | TF1 Séries Films L'Équipe RMC Story RMC Découverte Chérie 25                | 23H   | 100 kW          | TowerCast |
| R9        | 52                | France 2 UHD                                                                | 33H   | 2 kW            | TDF       |

## Radio FM
L'émetteur des Riceys diffuse en FM 4 radios publiques, dont la radio locale Ici Bourgogne :
| Fréquence | Station        | Puissance (PAR) | RDS (PS) |
| --------- | -------------- | --------------- | -------- |
| 87.8      | Ici Bourgogne  | 60 kW           | ICIBOURG |
| 91.4      | France Musique | 63 kW           | MUSIQUE_ |
| 96.3      | France Inter   | 63 kW           | __INTER_ |
| 97.9      | France Culture | 63 kW           | _CULTURE |

## Téléphonie mobile
L'émetteur diffuse les réseaux de téléphonie mobile suivants :
| Opérateur        | 2G  | 3G  | 4G  | FH  |
| ---------------- | --- | --- | --- | --- |
| Orange           | Oui | Oui | Oui | Non |
| SFR              | Oui | Oui | Oui | Oui |
| Bouygues Telecom | Oui | Oui | Non | Oui |
| Free             | Non | Oui | Oui | Oui |

## Photos du site
- Galerie de photos du site tvignaud. (consulté le 12 avril 2017)
- Photos du site sur annuaireradio.fr (consulté le 12 avril 2017).